# Stazione di Soria
La stazione di Soria (in spagnolo Estación de Soria) è la principale stazione ferroviaria di Soria, Spagna.
È stata inaugurata nel 1892 con l'apertura della linea da 93 km che la collega a Torralba e alla linea che collega Madrid con Barcellona.